# Neuenkirchen (Stade)
Pour les articles homonymes, voir Neuenkirchen.
Neuenkirchen est une commune allemande de l'arrondissement de Stade, Land de Basse-Saxe.